# زاویه کژمان

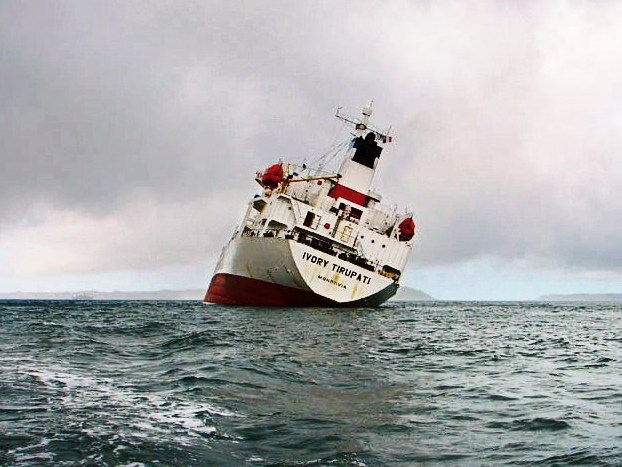
یک کشتی با کژمان شدید.

زاویهٔ کَژمان (انگلیسی: Angle of list) میزان کج شدن یا خم شدن یک کشتی به سمت چپ یا راسj در حالت تعادل است، بدون آنکه نیروی خارجی بر آن وارد شود.
به تعریف دیگر، زاویه کژمان، میزان کژینگی است که براثر بارگیری نامتقارن یا آب‌گرفتگی مخازن یا جابه‌جایی کالا به وجود می‌آید و شناور در آن حالت باقی می‌ماند.
اگر کشتی‌ای که دچار کژمان شده از نقطه‌ای که گشتاور بازگرداننده بتواند آن را شناور نگه دارد فراتر رود، واژگون شده و احتمالاً غرق خواهد شد.
کژمان به دلیل توزیع نامتقارن وزن در کشتی رخ می‌دهد که می‌تواند ناشی از بارگیری نامتعادل یا ورود آب به داخل کشتی باشد. در مقابل، غلتش حرکتی دینامیک و از پهلو به پهلو است که به دلیل امواج ایجاد می‌شود.

## پیش‌کژمانی
پیش‌کژمانی، کژمانی‌ای است که پیش از تخلیه یا بارگیری بارهای سنگین به‌عمد انجام می‌شود تا کژمانی کشتی از حد قابل‌قبول خارج نشود و عملیات با آرامی و ایمنی بیشتری انجام شود.